# Mordella hoberlandti
Mordella hoberlandti es una especie de coleóptero de la familia Mordellidae.

## Distribución geográfica
Habita en Irán.